# پیت ده براور
پیت ده براور (انگلیسی: Piet de Brouwer; ۵ اکتبر ۱۸۸۰ – ۵ اکتبر ۱۹۵۳) کماندار اهل هلند بود.